# Nicolás Tarán
Nicolás Tarán (* 27. August 1980) ist ein uruguayischer Fußballschiedsrichterassistent. Er steht als dieser seit 2012 auf der Liste der FIFA-Schiedsrichter.

## Karriere
Als Assistent begleitete er nebst vielen Partien auf nationaler Ebene unter anderem international nebst Partien auf Klub-Ebene, auch Spiele von Nationalmannschaften. Hierbei war er unter anderem bei zwei Copa Americas und der Weltmeisterschaft 2018 vertreten. Zur Weltmeisterschaft 2022 wurde er ins Aufgebot der Assistenten berufen.